# Daniel Ricciardo
Daniel Joseph Ricciardo AM (/rɪˈkɑːrdoʊ/ "Ricardo",  tiếng Ý: [ritˈtʃardo], sinh ngày 1 tháng 7 năm 1989) là một tay đua người Úc gốc Ý.
Anh là nhà vô địch giải đua xe Công thức 3 Anh vào năm 2009. Vào những năm 2010 và 2011, anh đã tham gia giải đua xe Công thức Renault 3.5 và đứng thứ nhì chung cuộc vào năm 2010. Từ năm 2011 đến năm 2022, Ricciardo tham gia Công thức 1, ban đầu là cho HRT và Toro Rosso. Vào năm 2014, anh được thăng hạng lên đội cao cấp hơn Red Bull Racing. Vào những năm 2014 và 2016, anh đứng thứ ba chung cuộc. Trong năm 2019 và 2020, anh đã đua cho Renault và từ năm 2021 đến 2022 cho McLaren. Vào tháng 8 năm 2022, Ricciardo chính thức rời McLaren sau khi mùa giải 2022 kết thúc do những kết quả yếu kém. Vào đầu mùa giải 2023, anh quay trở lại Red Bull Racing và ký hợp đồng để làm tay đua dự bị. Sau giải đua ô tô Công thức 1 Anh 2023, Ricciardo trở lại Công thức 1 với tư cách là tay đua chính của AlphaTauri theo thể thức cho mượn từ Red Bull Racing. Tại đó, anh thay thế Nyck de Vries.

## Thời thơ ấu
Daniel Joseph Ricciardo sinh ngày 1 tháng 7 năm 1989 tại Perth, Tây Úc. Cha mẹ anh là người Úc gốc Ý. Cha của anh, ông Giuseppe "Joe" Ricciardo, sinh ra ở Ficarra từ Messina, nhưng chuyển đến Úc cùng gia đình khi mới 7 tuổi. Mẹ của Ricciardo, bà Grace, sinh ở Úc, nhưng có cha mẹ gốc từ Casignana từ Calabria. Ricciardo cũng có một chị gái tên Michelle. Lớn lên ở Duncraig, một trong những vùng ngoại ô phía bắc của Perth, những ký ức đầu tiên của Ricciardo về đua xe thể thao là những khoảnh khắc với cha anh tại trường đua Barbagallo ở Wanneroo. Anh theo đạo Công giáo và học tại trường trung học Newman College.

## Sự nghiệp

### Sự nghiệp tiền Công thức 1 (1997-2011)

#### Đua xe kart và tham gia các giải đua Công thức Ford và Công thức BMW (1997-2007)
Ricciardo bắt đầu đua xe kart năm 9 tuổi với tư cách là thành viên của Câu lạc bộ Tiger Kart (TKC). Với câu lạc bộ này, anh đã tham gia nhiều sự kiện đua xe kart. Vào năm 2005, anh tham gia giải đua xe Công thức Ford Tây Úc với chiếc xe của Van Diemen và đứng thứ tám sau khi mùa giải kết thúc. Vào cuối mùa giải, Ricciardo đã thuê một chiếc xe Van Diemen khác đến trường đua Sandown ở Melbourne để tham gia giải đua Công thức Ford quốc gia nhưng chiếc xe Van Diemmen cũ kỹ này không thể cạnh tranh được với những chiếc xe khác khi anh ấy chỉ về đích ở vị trí thứ 16, 17 và bỏ cuộc trong ba cuộc đua cuối tuần. Sau khi về đích ở vị trí thứ sáu tại giải đua xe Công thức Renault 2.0 Ý năm 2007, Ricciardo đã được chọn bởi Red Bull Junior Team, đội chuyên đào tạo các tay đua trẻ theo chương trình của Red Bull.

## Đời tư
Ricciardo là một fan hâm mộ lớn của tay đua NASCAR Dale Earnhardt nên anh đã chọn số 03 làm số xe vĩnh viễn.

## Thống kê thành tích

### Thống kê tổng thể
| Mùa giải | Giải đua                                     | Đội đua                      | Số chặng đua đã tham gia | Số lần giành chiến thắng | Số lần giành vị trí pole | Vòng đua nhanh nhất | Số lần lên bục trao giải | Tổng điểm | Vị trí tổng thể |
| -------- | -------------------------------------------- | ---------------------------- | ------------------------ | ------------------------ | ------------------------ | ------------------- | ------------------------ | --------- | --------------- |
| 2005     | Western Australian Formula Ford Championship | Privateer                    | 3                        | 0                        | 0                        | ?                   | 0                        | 74        | 8               |
| 2006     | Formula BMW Asia                             | Eurasia Motorsport           | 19                       | 2                        | 3                        | 3                   | 12                       | 231       | 3               |
| 2006     | Formula BMW UK                               | Motaworld Racing             | 2                        | 0                        | 0                        | 0                   | 0                        | 3         | 20              |
| 2006     | Formula BMW World Final                      | Fortec Motorsport            | 1                        | 0                        | 0                        | 0                   | 0                        | N/A       | 5               |
| 2007     | Formula Renault 2.0 Italy                    | RP Motorsport                | 14                       | 0                        | 0                        | 0                   | 0                        | 196       | 6               |
| 2007     | Eurocup Formula Renault 2.0                  | RP Motorsport                | 4                        | 0                        | 0                        | 0                   | 0                        | 0         | KĐXH            |
| 2008     | Formula Renault 2.0 WEC                      | SG Formula                   | 15                       | 8                        | 9                        | 7                   | 11                       | 192       | 1               |
| 2008     | Eurocup Formula Renault 2.0                  | SG Formula                   | 18                       | 6                        | 5                        | 5                   | 7                        | 136       | 2               |
| 2008     | Formula 3 Euro Series                        | SG Formula                   | 2                        | 0                        | 0                        | 0                   | 0                        | N/A       | KĐXH            |
| 2008     | Masters of Formula 3                         | SG Formula                   | 1                        | 0                        | 0                        | 0                   | 0                        | N/A       | KĐXH            |
| 2009     | British Formula 3 Championship               | Carlin Motorsport            | 20                       | 7                        | 6                        | 5                   | 13                       | 275       | 1               |
| 2009     | Masters of Formula 3                         | Carlin Motorsport            | 1                        | 0                        | 0                        | 0                   | 0                        | N/A       | KĐXH            |
| 2009     | Formula Renault 3.5 Series                   | Tech 1 Racing                | 2                        | 0                        | 0                        | 0                   | 0                        | 0         | 34              |
| 2009     | Macau Grand Prix                             | Carlin                       | 1                        | 0                        | 0                        | 0                   | 0                        | N/A       | KĐXH            |
| 2010     | Formula Renault 3.5 Series                   | Tech 1 Racing                | 17                       | 4                        | 8                        | 5                   | 8                        | 136       | 2               |
| 2011     | Formula Renault 3.5 Series                   | ISR                          | 12                       | 1                        | 2                        | 3                   | 6                        | 144       | 5               |
| 2011     | Công thức 1                                  | HRT Formula 1 Team           | 11                       | 0                        | 0                        | 0                   | 0                        | 0         | 27              |
| 2012     | Công thức 1                                  | Scuderia Toro Rosso          | 20                       | 0                        | 0                        | 0                   | 0                        | 10        | 18              |
| 2013     | Công thức 1                                  | Scuderia Toro Rosso          | 19                       | 0                        | 0                        | 0                   | 0                        | 20        | 14              |
| 2014     | Công thức 1                                  | Infiniti Red Bull Racing     | 19                       | 3                        | 0                        | 1                   | 8                        | 238       | 3               |
| 2015     | Công thức 1                                  | Infiniti Red Bull Racing     | 19                       | 0                        | 0                        | 3                   | 2                        | 92        | 8               |
| 2016     | Công thức 1                                  | Red Bull Racing              | 21                       | 1                        | 1                        | 4                   | 8                        | 256       | 3               |
| 2017     | Công thức 1                                  | Red Bull Racing              | 20                       | 1                        | 0                        | 1                   | 9                        | 200       | 5               |
| 2018     | Công thức 1                                  | Aston Martin Red Bull Racing | 21                       | 2                        | 2                        | 4                   | 2                        | 170       | 6               |
| 2019     | Công thức 1                                  | Renault F1 Team              | 21                       | 0                        | 0                        | 0                   | 0                        | 54        | 9               |
| 2020     | Công thức 1                                  | Renault DP World F1 Team     | 17                       | 0                        | 0                        | 2                   | 2                        | 119       | 5               |
| 2021     | Công thức 1                                  | McLaren F1 Team              | 22                       | 1                        | 0                        | 1                   | 1                        | 115       | 8               |
| 2022     | Công thức 1                                  | McLaren F1 Team              | 22                       | 0                        | 0                        | 0                   | 0                        | 37        | 11              |
| 2023     | Công thức 1                                  | Scuderia AlphaTauri          | 1                        | 0                        | 0                        | 0                   | 0                        | 0         | 21              |